# 暹羅灣寬箬鰨
暹羅灣寬箬鰨為輻鰭魚綱鰈形目鰨亞目鰨科的其中一種，為熱帶魚類，分布於亞洲湄公河、湄南河淡水、半鹹水域，為特有種，體長可達15公分，棲息在底層水域，生活習性不明。